# Patrajutsa (Gali)
Patrajutsa (en georgiano: პატრახუწა; en abjasio: Патрахәыҵа) es una aldea que pertenece a la parcialmente reconocida República de Abjasia, dentro del distrito de Gali, aunque de iure es parte del municipio de Gali de la República Autónoma de Abjasia de Georgia.

## Geografía
Patrajutsa está en la llanura de Samurzajano. La aldea se administra desde el pueblo de Sida. 